# Ergasilus mugilis
Ergasilus mugilis är en kräftdjursart som beskrevs av Vogt 1877. Ergasilus mugilis ingår i släktet Ergasilus och familjen Ergasilidae. Inga underarter finns listade i Catalogue of Life.